# Barranc de Rose
El barranc de Rose, o barranc d’Arrose, és un riu pirinenc d'orientació oest-est, afluent de la Noguera Pallaresa per la dreta i ubicat a la comarca del Pallars Sobirà. Neix a una alçada de 1.665 metres, en una zona humida entre els pobles de Son i Jou, al bosc de Gargaredo. Desguassa a la mollera d'Escalarre, aiguamoll de la Noguera Pallaresa, a una alçada de 940 metres. El seu naixement està ubicat al municipi d'Espot, i la seva desembocadura es produeix en el municipi de La Guingueta d'Àneu, en la confluència de la riera del Tinter, la Noguera Pallaresa i el barranc d'Arrose.
El curs alt del barranc (el que es troba per sobre els 1.485 metres) pertany a la zona perifèrica del Parc Nacional d'Aigüestortes i Estany de Sant Maurici. L'aigua per al consum del municipi d'Esterri d'Àneu es capta del barranc de Rose.